# سینث-پاپ
سینث‌-پاپ (به انگلیسی: Synthpop) که با نام تکنو پاپ و سینث-راک نیز شناخته می‌شود، یکی از زیر سبک‌های موسیقی راک است که نخستین‌بار در دههٔ ۱۹۸۰ به محبوبیّت رسید. ساز اصلی این سبک سینث‌سایزر است. در دههٔ ۱۹۶۰ و اوایل دههٔ ۱۹۷۰، یعنی مدّت‌ها پیش از شکل‌گیری و به محبوبیّت دست‌یافتن سینث‌پاپ، تشکیل چنین سبکی در آینده پیش‌بینی شده‌بود، زیرا در آن دوران به‌طور گسترده‌ای از ساز سینث‌سایزر که جدیداً متداول شده‌بود در سبک‌هایی مانند پراگرسیو راک، الکترونیک آرت راک، دیسکو، و به‌ویژه کراوت‌راک و موسیقی معروف‌ترین گروه این سبک، یعنی کرافتورک استفاده می‌شد و استفاده از آن روزبه‌روز همه‌گیرتر می‌شد؛ بنابراین کاملاً قابل تصوّر بود که دیر یا زود سینث‌سایزر به موسیقی پاپ هم وارد شود و چنین سبکی را پدیدآورد. این سبک سرانجام در دو سرزمین مختلف، یعنی ژاپن و بریتانیا به‌طور کاملاً مجزّا از هم ولی هم‌زمان، در دورهٔ پست-پانک و به عنوان بخشی از جنبش موج نوی اواخر دههٔ ۱۹۷۰ تا اواسط دههٔ ۱۹۸۰ پدید آمد.
پیشگامان سینث‌پاپ در ژاپن گروه یلو مجیک ارکسترا، و در بریتانیا گروه‌های اولتراوکس و هیومن لیگ بودند.

## انتقادات
سینث‌پاپ سبکی است که از بدو تشکیل تا به امروز همواره مورد انتقاد بسیاری از هنرمندان و صاحب‌نظران قرار داشته است. بسیاری از این منتقدان بر این باورند که سینث‌پاپ سبکی «ضعیف» و «بی‌روح» است.

## الکتروپاپ
یکی از انواع موسیقی سینث‌پاپ است که سال ۲۰۰۰ محبوبیت زیادی پیدا کرد.